# 17. økumeniske koncil
Det 17. økumeniske koncil i Basel (1431—49) var det betydningsfuldeste af det 15. århundredes reformkoncilier.

## Baggrund
Konciliet i Konstanz (1414-18) havde forsøgt at etablere en praksis med regelmæssige tilbagevendende offentlige kirkemøder: disse skulle afholdes efter fem år, efter syv år og derefter hvert tiende år. Den første af disse, som i Pavia-Siena 1423-24 måtte opgives på grund af Kuriens intriger. Da syv år senere tiden nærmede sig for indkaldelsen af det nye koncilium, var den konservative bevægelse i Europa imidlertid så stærk, at pave Martin V ikke følte, at han kunne undlade at indkalde til mødet. Som en yderligere grund til indkaldelse var den voksende religiøse og nationale bevægelse i Bøhmen, der havde forstyrret Europas fred i mere end et årti, og hvis bilæggelse derfor var det pavelige diplomatis mest presserende og vanskeligste opgave.
I januar blev kardinal Cesarini sendt til Tyskland med den dobbelte opgave at lede bekæmpelsen af hussitterne og åbne koncilet i Basel. I foråret begyndte deltagerne at komme - de fleste franske, italienske og spaniere, og den 23. juli fandt det formelle åbning sted, men først efter Cesarin ankomst i september kunne forhandlingerne begynde. Allerede fra begyndelsen opstod der vanskeligheder. Pave Martin's efterfølger, pave Eugenius IV, en venetiansk augustinermunk, der frygtede, at konciliet ville ændre hans stilling fra en enevældig til en konstitutionel hersker, og som var imod konciliets forsonlige holdning til hussitterne, forsøgte allerede i starten (14. december) at opløse dette igen under påskud af, at for forhandlingerne med det Østlige Rom (Konstantinopel), burde afholdes i en italiensk by. Dette førte til, at koncilet anklagede ham for ulydighed, og alle fyrster, undtagen Filip af Burgund, med kejser Sigismund i spidsen stillede sig på konciliets side. Således styrket besluttede Konciliet ikke at bøje sig, men indkaldte paven, udpegede legater for administrationen af Avignon og Venaissin og konstituerede sig som Kirkens højeste myndighed. Alt lignede optakten til et brud mellem pave og koncilium, men dette blev undgået - hovedsagelig takket være Cesarinis indgriben. Under indtryk af den samlede front vendt imod ham måtte paven, skønt modstræbende, anerkende konciliet i december 1433 og sendte fire legater, blandt dem kardinal Albergata, til Cesarini for at dele formandskabet.
Konciliets mest presserende opgaver var at udrydde det, man betragtede som kætteri og at få genindført fred i kirken, at gennemføre reformer i kirken og sikre en union med grækerne. Under indtryk af disse opgaver besluttede man allerede i 1431 at organisere koncilet således, at dette blev opdelt i fire såkaldte deputationer, tros-, freds- og reformeringsdeputationen samt en deputation for generelle anliggender. Det blev besluttet, at forslag, som tre af disse deputerede var blevet enige om, definitivt var vedtaget og skulle proklameres på generalkonferencer og -sessioner. Stemmerettigheder blev, i lighed med konciliet i Konstanz, tildelt biskopper, universiteter, doktorer og magistre, men også lærde med lavere grader.

## Forløb

### Striden om Bøhmen og hussitterne
På trods af modsætningerne med paven var det lykkedes konciliet gennem forhandlinger at overtale hussitterne til at sende repræsentanter til Basel. Disse udsendinge ankom i januar 1433. Mellem fire af disse udsendinge og fire af kirkerne udnævnte teologer blev de særlige stridsspørgsmål nu diskuteret, men uden at man nåede umiddelbare resultater. Men blev imidlertid enige om at fortsætte forhandlingerne i Bøhmen. Ved klogt at udnytte den gamle modsigelse mellem de moderate og de revolutionære elementer blandt hussiterne lykkedes det konciliets forhandlere at indgå en foreløbig aftale med det moderate parti, de såkaldte Prag-Basel-kompaktere den 14. november. Bøhmen blev derved genintegreret i Kirkens fulde fællesskab mod visse indrømmelser, blandt hvilke den vigtigste var indrømmelsen, med nogle begrænsninger, af nadverens uddeling "sub utraque" inden for de bøhmiske lande. Som forventet førte dette efterfølgende til et åbent brud mellem det det moderate og det revolutionære parti blandt hussiterne, men disse sidstnævnte led efterfølgende et nederlag ved Lipan i 1434. Den indgåede aftale var grundlaget for den endelige løsning mellem kejser Sigismund og Bøhmen i 1436, de såkaldte Iglau-kompakter, hvilke konciliet, omend modvilligt, accepterede. Udover de givne indrømmelser fik Bøhmen løfte om en national kirkeorganisation under præster og folkevalgte biskopper.

### Kirkens reformering
Sideløbende med arbejdet med løsningen af det bøhmiske spørgsmål havde konciliet, der nok var drevet lige så meget af modstand mod paven som ønske om reformer, arbejdet med sin anden opgave: kirkens reform. I 1433 blev provisioner og forbehold indskrænkede, og synodesystemet blev genoplivet, i 1435 annulleredes annaterne (årspenge), og afgifterne ved modtagelsen af palliet og andre tilsvarende vigtige indtægtskilder for paven blev afskaffede. Ligeledes blev Kuriens jurisdiktion reformeret og der blev taget skridt for at højne præsternes sædelighed. Det følgende år fulgte et forsøg på at reformere Kurien. Men samme år blev kirkemødet tvunget til at proklamere aflad for at kunne afholde omkostningerne i forbindelse med forhandlinger med grækerne. Dette indebar imidlertid en ny udfordring i forhold til paven og en afvigelse fra den hidtil fulgte reformpolitik. Det førte atter til en reaktion til fordel for paven, mens konciliets omdømme faldt, hvilket til dels skyldes, at konciliet ikke var repræsentation for de kirkelige forvaltningsenheder. Reformdekreterne forblev på papiret og fik kun betydning i det omfang, de senere indgik i retsakter, som regulerede forholdet mellem de forskellige lande og Kurien, anerkendt ved den pragmatiske sanktion i Bourges i 1438.

### Forholdet til den græske kirke
Konsortiets tredje store opgave, foreningen med grækerne, førte - sammen med de franske præsters forsøg på at få pavestolen flyttet tilbage til Avignon - til et endeligt brud med Kurien. Pave Eugenius havde som sted for unionskonciliet ønsket at det skulle foregå i en italiensk by. Flertallet på konciliet havde oprindeligt været stemt for at foreslå på Basel, men det endte under fransk indflydelse med at foreslå Avignon, mens en minoritet foretrak Bologna eller Udine. I overensstemmelse med mindretallets ønske stadfæstede paven deres forslag, men efterfølgende blev paven enig med grækerne om at afholde konciliet i Ferrara og erklærede Basel-mødet afsluttet. Som følge heraf blev der også holdt et kirkemøde 1438-39, først Ferrara og senere i Firenze, som resulterede i en forening mellem den latinske og den græske kirke, der imidlertid forblev på papiret.
Basel-konciliet ville imidlertid ikke bøje sig for pavens beslutning. Det reagerede på pavens opløsningdekret ved først, i januar 1438, at suspendere og derefter, i juni 1439, at afsætte ham, erklære ham for kætter og i stedet at udnævne hertug Amadeus af Savoyen, der tog pavenavnet Felix V, i november 1439 til ny pave.
Samtidig udtalte konciliet sig til gunst for Jomfru Marias ubesmittede undfangelse, og det fastlagde den 8. december som en almindelig festdag til minde herom. Konciliet besluttede også, at de fremtidige paver skulde være bundne ved dets dekreter. Men det viste sig efterfølgende, at konciliet i denne henseende havde overvurderet sin egen betydning. Frankrig og de tyske fyrster havde allerede tydeligt vist deres uvilje til at blande sig i kampen mellem pave og kirkemøde, og den pavelige sekretær, Enea Silvio, der tidligere havde hørt til det revolutionære parti i Basel, virkede nu til fordel for paven.
Dette medførte, at Felix V næppe blev anerkendt noget sted, og efter afslutningen af konkordatet i 1448, hvorved forbindelsen mellem Tyskland og pavestolen blev genskabt, måtte han abdikere. Konciliet valgte i 1449 i stedet pave Nikolaus V og den 25. august 1449 opløste det sig selv uden i virkeligheden at have formået at indfri en eneste af de store forventninger, man havde haft til det.

## Betydning
I sidste ende havde pavens politiske linje vundet over de ideer, som havde præget konciliet, men modsætningerne satte sig vedvarende spor ikke blot politisk, men også på det litterære og videnskabelige område. Som konciliets førende talsmand står Nicolaus fra Cues gennem sit arbejde "Concordantia catholica", mens talsmanden for pavestatens synspunkter var kardinal Torquemada, hvis "Summa de ecclesia et ejus auctoritate" længe udgjorde det vigtigste grundlag for pavestolens støtter.
Også helt verdslige spørgsmål blev behandlet under konciliet, således blev fredsforhandlingerne i Arras i 1435 afholdt under dens mægling.